# الیسون رمزی
الیسون رمزی (انگلیسی: Alison Ramsay؛ زادهٔ ۱۶ april ۱۹۵۹ (۶۵ سال)) بازیکن هاکی روی چمن اهل بریتانیا است.